# Krummnußbaum an der Donauuferbahn
Krummnußbaum an der Donauuferbahn ist eine Ortschaft und als Krumnußbaum eine Katastralgemeinde der Marktgemeinde Marbach an der Donau im Bezirk Melk in Niederösterreich. Die Ortschaft hat 616 Einwohner (Stand 1. Jänner 2024). Bis Ende 1970 war Krumnußbaum an der Donauuferbahn eine eigenständige Gemeinde.

## Geografie
Das an der linken Seite der Donau liegende Dorf befindet sich unterhalb von Maria Taferl und wird von der Donau Straße erschlossen. Zur Ortschaft zählt auch die Streusiedlung Steinwand im Osten.

## Geschichte
Laut Adressbuch von Österreich waren im Jahr 1938 in der Ortsgemeinde Krummnußbaum ein Arzt, ein Bäcker, ein Binder, drei Gastwirte, zwei Gemischtwarenhändler, ein Obst- und Gemüsehändler, ein Sägewerk, ein Schuster und zwei Wagner ansässig. Zudem gab es eine Pension.
Mit 1. Jänner 1971 wurden im Zuge der Niederösterreichischen Kommunalstrukturverbesserung die bis dahin selbständigen Gemeinden Auratsberg und Krumnußbaum an der Donauuferbahn nach Marbach an der Donau eingemeindet.